# Spantik

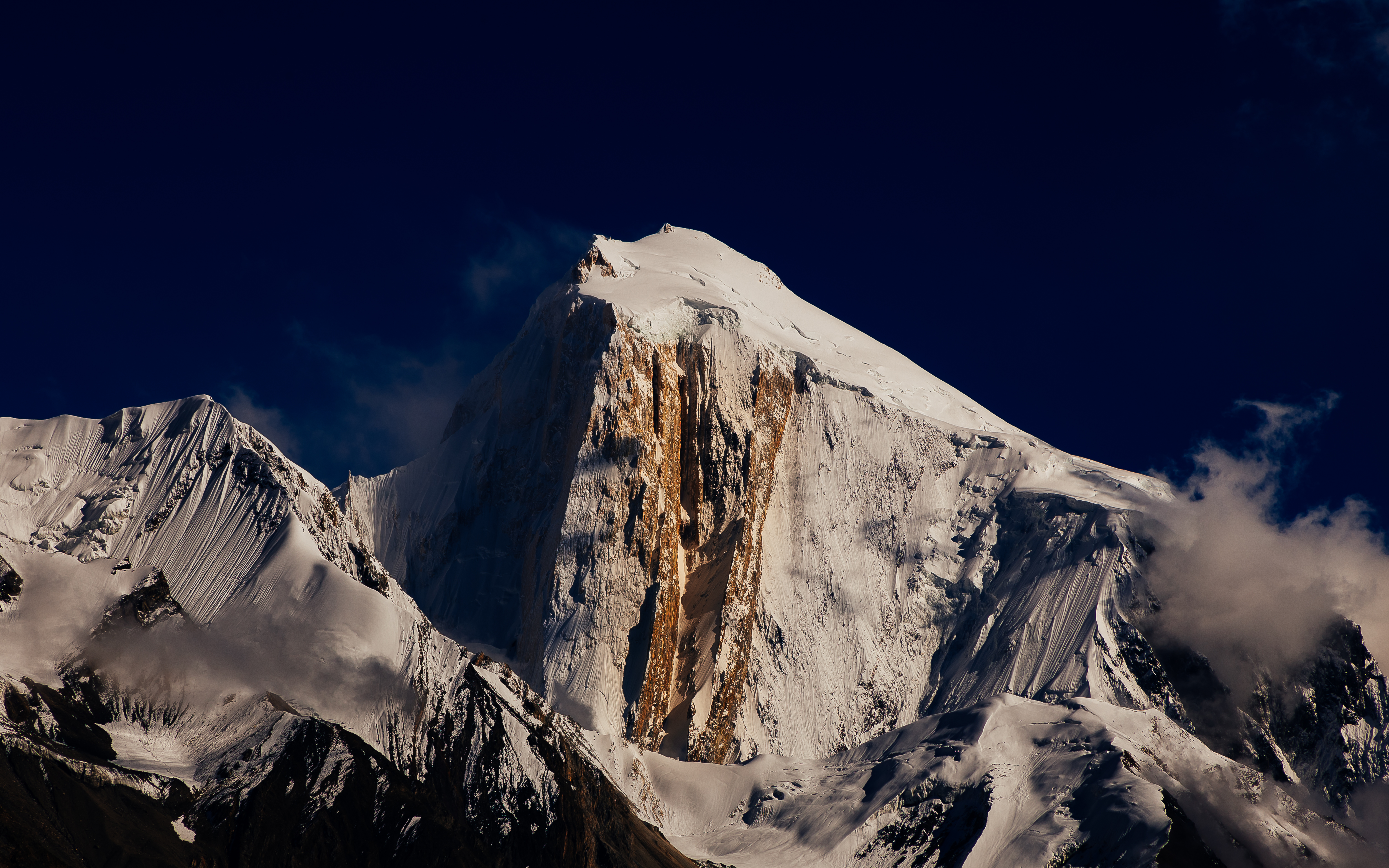
Cara noroeste del Spantik.

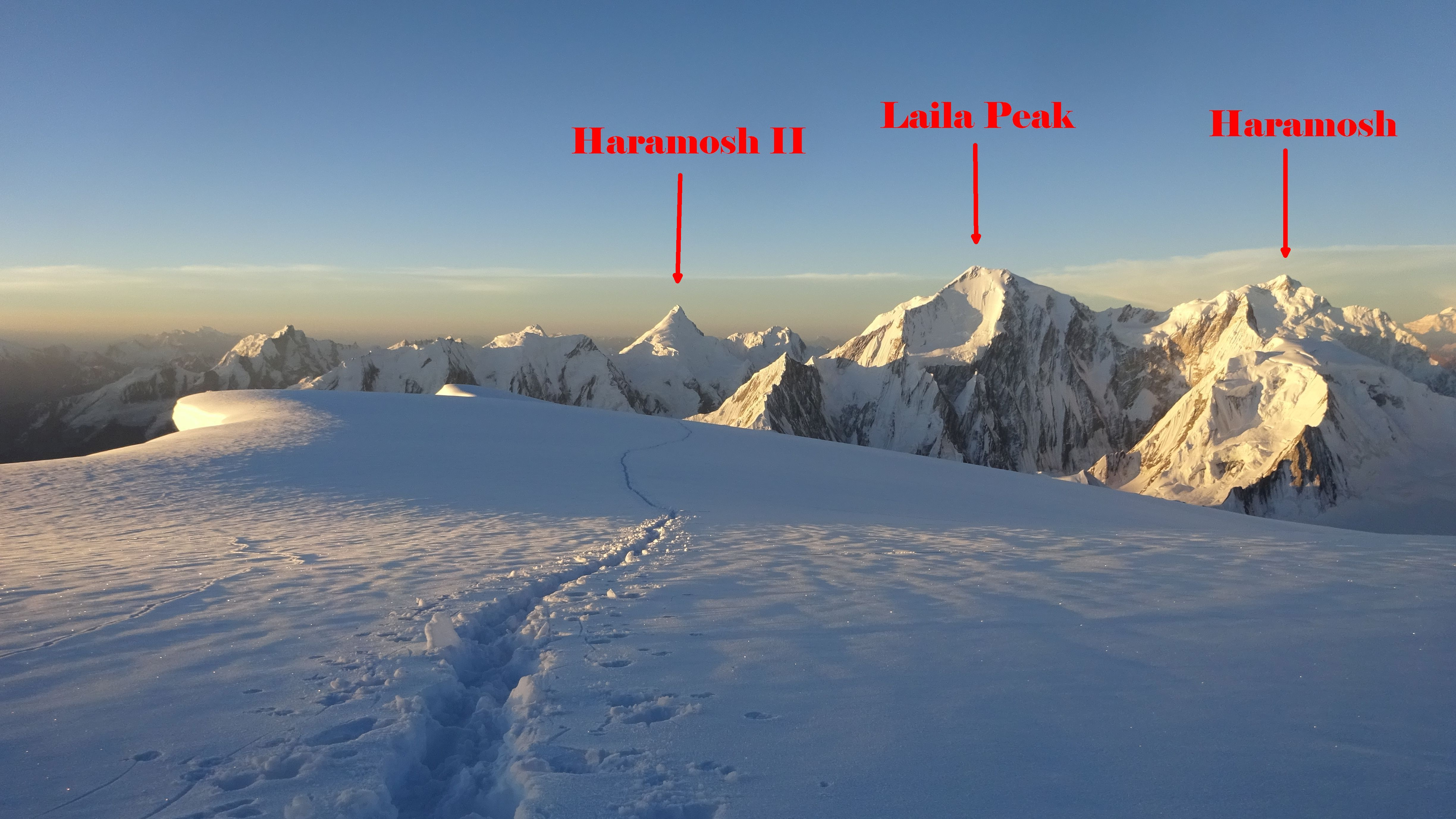
Vista desde lo alto del Spantik.

Spantik (en idioma balti) o Pico Dorado es un pico de 7027 m de las montañas Spantik-Sosbun de la cordillera del Karakórum en el valle de Hispar del distrito de Shigar, región de Gilgit-Baltistán en Pakistán. Su cara noroeste presenta una ruta de escalada excepcionalmente dura conocida como el 'Pilar Dorado'. Se encuentra al este de Diran y al noreste de Malubiting. La ruta de caminata y aventura a este pico va desde el pueblo de Arandu del distrito de Shigar, desde donde se puede escalar.

## Escalada
Spantik fue escalado por primera vez en 1955 por la expedición alemana de Karl Kramer. La línea que se escala con mayor frecuencia sigue la arista sureste, que fue intentada por el grupo de Bullock Workman en 1906, quienes llamaron a la cumbre Pico de la Pirámide. La cresta se eleva 2700 metros sobre una distancia lateral de 7,6 km, en ángulos que en su mayoría son menores de 30 grados, con algunas secciones que alcanzan 40 grados. Contiene un terreno variado, desde afloramientos rocosos hasta nieve, hielo y pedregal.
La montaña es muy popular entre las expediciones comerciales organizadas, debido a su relativa facilidad de ascenso y escasez de peligros objetivo. La corta caminata de aproximación de 3 días se hace a través de un terreno sencillo y también proporciona un fácil acceso y una aclimatación gradual. 
El pico fue escalado por la expedición Aus-Pak en julio de 2011 dirigida por un equipo de montañeros de la Escuela de Alta Montaña del Ejército Rattu. Se puede llegar al pico desde el valle de Nagar, así como desde el lado del Baltistán. La primera expedición se llevó a cabo en 1988, compuesta por seis miembros del ejército de Pakistán con el equipo alemán. El primer paquistaní que llegó a la cima fue el militar Muhammad Moiz Uddin Uppal. La Expedición de la amistad entre China y Pakistán también escaló el pico Spantik. 
Uzma Yousaf el 2 de agosto de 2017 escaló el pico, siendo la primera mujer paquistaní en escalarlo, así como cualquier otro pico por encima de los 7000 metros en Pakistán. Escaló el pico acercándose desde el glaciar Chogholungma sobre Arandu en el valle de Basha. El 17 de julio de 2019, una niña paquistaní Selena Khawaja de 10 años (residente de Abbottabad) alcanzó la cima del pico Spantik. Al hacer esto, se convirtió en la persona más joven en escalar Spantik y cualquier pico de más de 7000 metros en el mundo.